# Rasm Abbud
Rasm Abbud (arab. رسم عبود) – wieś w Syrii, w muhafazie Aleppo. W 2004 roku liczyła 1697 mieszkańców.